# Tim Krabbé

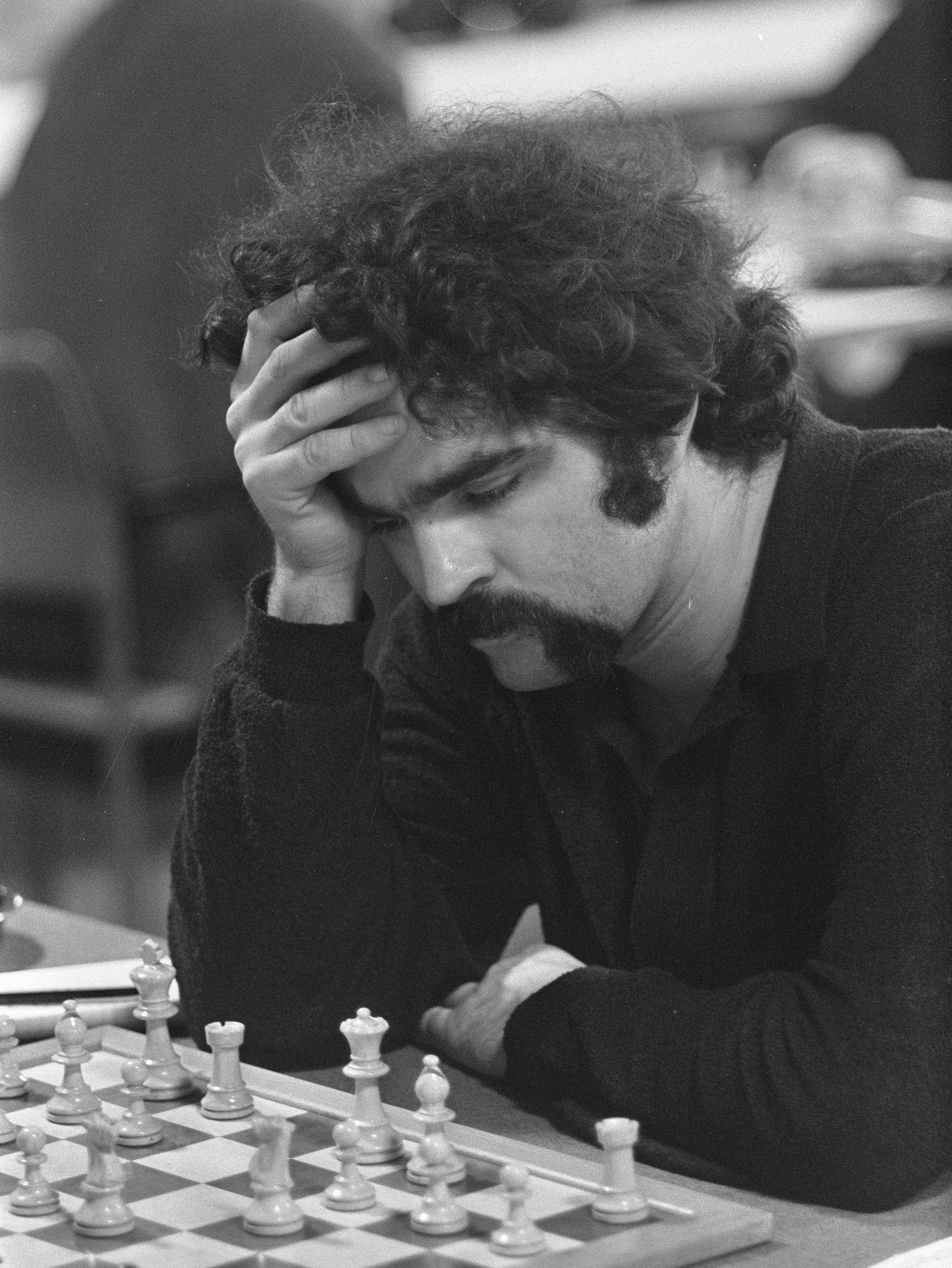
Tim Krabbé, 1969

Tim Krabbé (egentligen Hans Maarten Timotheus Krabbé) född 13 april 1943 i Amsterdam, Nederländerna, är en nederländsk författare, journalist, schackspelare och cyklist. Krabbé studerade psykologi vid Universiteit van Amsterdam. Han debuterade 1967 med romanen "De werkelijke moord op Kitta Duisenberg"
Krabbé var en av Nederländernas 20 främsta schackspelare i slutet på 1960- och början av 1970-talet, och förutom skönlitteratur har han författat flera fackböcker inom ämnet schack.